# Johan Tyrberg

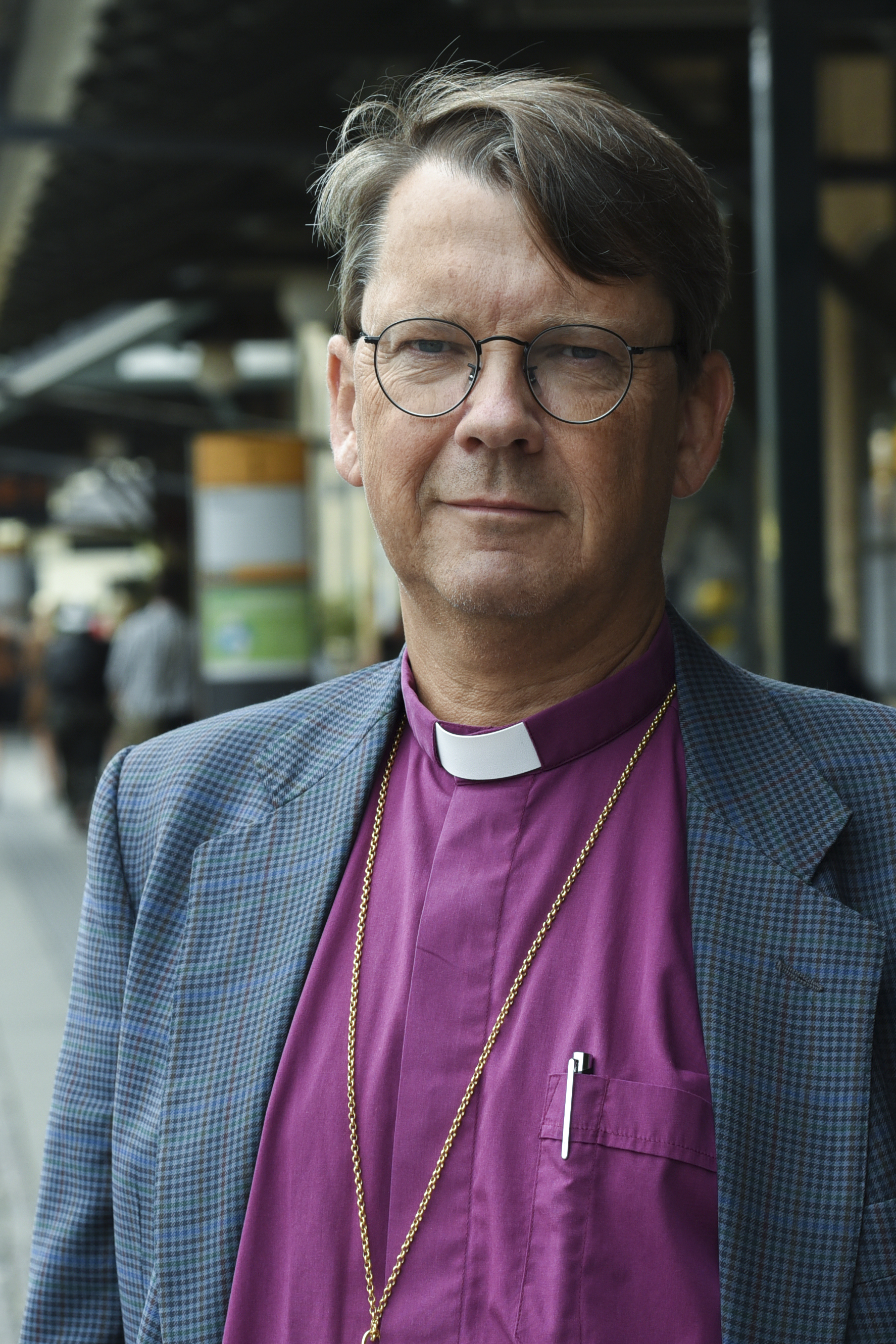
Johan Tyrberg 2015

Johan Tyrberg (* 20. Juni 1963) ist ein schwedischer Geistlicher und Bischof des lutherischen Bistums Lund in Schweden.

## Leben
Tyrberg schloss das Studium der Theologie 1990 ab und wurde im selben Jahr ordiniert. Nach verschiedenen pastoralen Diensten in Schweden ging er 2002 als kyrkoherde (Hauptpastor) in die schwedische Auslandskirchengemeinde in Frankfurt am Main. 2007 wurde er Pfarrer in Karlshamn und stand ab dem 1. Juni 2009 als Propst dem übergeordneten kontrakt Listers och Bräkne vor. Am 1. April 2014 gewann er die Bischofswahl gegen Fredrik Modéus mit 71 % der Stimmen und wurde somit Nachfolger von Antje Jackelén, die seit dem 16. Juni 2014 als Erzbischöfin die Schwedische Kirche leitet. Am 24. August 2014 wurde er in Uppsala von seiner Vorgängerin zum Bischof geweiht.

## Sonstiges
International bekannt wurde Tyrberg, als seine Gemeinde in Karlshamn begann, die sonntägliche Kollekte per Kreditkarte zu ermöglichen. Damit war sie eine der ersten Gemeinden in Schweden.